# HK Motor Saporischschja
HK Motor Saporischschja (ukrainisch ГК "Мотор" Запоріжжя) ist ein Handballverein aus der ukrainischen Stadt Saporischschja. Bis 2012 hieß der Klub HK "Motor-ZNTU-ZAS". Der namensgebende Hauptsponsor ist der Triebwerkhersteller Motor Sitsch.

## Liga
Der Verein spielt in der höchsten Handballliga der Ukraine, der Superliga (Гандбольна Суперліга).
Wegen des russischen Überfalls auf die Ukraine 2022 floh das Team nach Deutschland. Dort erhielt das Team ein Spielrecht für die Saison 2022/23 in der 2. Bundesliga. Die Heimspiele der Ukrainer werden im Castello in Düsseldorf ausgetragen. Zur Saison 2023/2024 wird das Team in die Slowakei nach Michalovce umziehen.

## Erfolge

### Nationale Erfolge
Der 1958 gegründete Verein gewann 2013 zum ersten Mal die nationale Meisterschaft und den Pokal. 2014 gewann die Mannschaft ohne Punktverlust die Meisterschaft. Seither wurde Motor in jeder Spielzeit Meister.

### Internationale Erfolge
Im EHF-Europapokal der Pokalsieger 2011/12 gewann das Team im Viertelfinale nach einer 30:39-Heimniederlage im Rückspiel bei der SG Flensburg-Handewitt mit 32:27. In der EHF Champions League 2013/14 erreichte man das Achtelfinale gegen den THW Kiel. Da die heimische Halle nicht den von der EHF geforderten Ansprüchen genügte, wurden die Heimspiele im etwa 300 km entfernten Charkiw ausgetragen. Auf Grund der wegen des russisch-ukrainischen Kriegs angespannten politischen Situation im Frühjahr 2014 wurde das Achtelfinalhinspiel in die ungarische Stadt Győr verlegt. Dieses gewann der THW Kiel mit 31:28, das Rückspiel in Kiel mit 40:28. Auch in den Spielzeiten 2015/16, 2018/19 und 2020/21 erreichte die Mannschaft das Achtelfinale der Königsklasse. In der Saison 2021/22 gewann man vier von fünf Heimspielen in der Gruppenphase, nur gegen Vive Kielce verlor man mit einem Tor. Auf Grund des russischen Überfalls auf die Ukraine im Februar 2022 zog sich Motor drei Spieltage vor Ende der Gruppenphase aus dem Wettbewerb zurück. Ab Oktober 2022 nahmen sie an der EHF European League 2022/23 teil.

## Kader Saison 2024/25
| 01                     | Ukraine | Nazar Chudinov       | TW |
| 37                     | Ukraine | Ihnat Butramenko     | TW |
| 39                     | Ukraine | Oleksii Piatak       | TW |
| 55                     | Ukraine | Ihor Sudavtsov       | TW |
| 02                     | Ukraine | Maksym Radchenko     | LA |
| 03                     | Ukraine | Yaroslav Ruban       | KM |
| 04                     | Ukraine | Yaroslav Kotiuk      | LA |
| 05                     | Ukraine | Iurii Kubatko        | RA |
| 09                     | Ukraine | Maksym Pavliuk       | RA |
| 10                     | Ukraine | Ivan Cherevko        | RM |
| 11                     | Ukraine | Zakhar Denysov       | LA |
| 15                     | Ukraine | Yevhan Lysak         | KM |
| 19                     | Ukraine | Eduard Kravchenko    | RA |
| 21                     | Ukraine | Nazar Kanafotskyi    | RL |
| 26                     | Ukraine | Yaroslav Shydlovskyi | KM |
| 27                     | Ukraine | Nikita Zabolotnii    | RL |
| 33                     | Ukraine | Grygorii Semenchenko | RL |
| 38                     | Ukraine | Nazar Napadailo      | KM |
| 44                     | Ukraine | Danylo Rahozin       | RA |
| 73                     | Ukraine | Vitalii Horovy       | RL |
| 77                     | Ukraine | Dmytro Tiutiunnyk    | KM |
| Stand: 1. Februar 2025 |         |                      |    |

Bekannte aktuelle und ehemalige Spieler
siehe auch Kategorie:Handballspieler (HK Motor Saporischschja)
Bekannte Spieler waren Stanislaw Schukow, Barys Puchouski, Aidenas Malašinskas, Wjatschaslau Bochan, Inal Aflitulin, Serhij Burka, Jegor Wiktorowitsch Jewdokimow, Alexei Nikolajewitsch Kamanin, Serhij Onufrijenko, Wladyslaw Ostrouschko, Ángel Pérez de Inestrosa, Olexandr Scheweljow, Oleg Alexandrowitsch Skopinzew, Mykola Stezjura, Richard Štochl, Wjatscheslaw Lotschman, Žarko Peševski und Leonid Michajljutenko.
Trainiert wird die Mannschaft seit 2020 vom Litauer Gintaras Savukynas.